# Tholonosteon
Tholonosteon è un genere estinto di pesci attinotterigi appartenente all'ordine dei Palaeonisciformes, vissuto tra il Carbonifero superiore e il Permiano inferiore nella regione attualmente compresa tra il Brasile e Uruguay. Il genere è rappresentato da una singola specie, Tholonosteon santacatarinae.

## Descrizione
Tholonosteon santacatarinae è noto da resti fossili rinvenuti nello Stato di Santa Catarina (Brasile meridionale). Si tratta di un grande paleoniscoide, anche se le informazioni anatomiche disponibili sono limitate a causa dell'assenza del cranio negli esemplari finora ritrovati.
Nonostante ciò, la specie è chiaramente distinguibile da altri pesci coevi, come Angatubichthys mendesi. Presenta infatti un profilo dorsale arcuato, 36 raggi molli nella pinna pettorale e una pinna dorsale situata a metà del corpo, con base più lunga che profonda e composta da 25 raggi. La pinna caudale è profondamente forcuta e dotata di 68 raggi. L'esemplare conserva inoltre 20 scudi dorsali, mentre le scaglie lungo i fianchi sono ornate da delicate rughe longitudinali.

## Classificazione e importanza
Tholonosteon santacatarinae è stato descritto per la prima volta da Beltan nel 1978, sulla base di resti fossili trovati in terreni risalenti al Carbonifero superiore o al Permiano inferiore.
Tholonosteon viene comunemente incluso tra i Palaeonisciformes, un gruppo parafiletico di pesci primitivi attinotterigi che ebbero ampia diffusione tra il Carbonifero e il Permiano; in particolare, Tholonosteon è stato attribuito alla famiglia Amblypteridae.